# Dambach-la-Ville
Dambach-la-Ville je občina v departmaju Bas-Rhin francoske regije Alzacija.
Leta 1990 je v občini živelo 1 800 oseb oz. 62 oseb/km².